# Mochloribatula depilis
Mochloribatula depilis är en kvalsterart som först beskrevs av Ewing 1909.  Mochloribatula depilis ingår i släktet Mochloribatula och familjen Mochlozetidae. Inga underarter finns listade i Catalogue of Life.